# Droits de l'homme en Islande
L’Islande est classée comme l'un des premiers pays au monde en ce qui concerne le respect des droits de l'homme dont jouissent ses citoyens, garantis par les articles VI et VII de la constitution du pays.
Les élections sont libres et équitables, il n'y a pas de brutalité policière et la liberté de culte est garantie. Les discriminations fondées sur la race, le sexe, le handicap, la langue ou d'autres facteurs sont illégales.
Sur l'Indice de perception de la corruption établi par l'ONG Transparency International, l'Islande est classée 11e en 2010 sur 182 pays. En termes de liberté de presse, l'Islande occupe en 2013 la 9e place du Press Freedom Index établi par l'ONG française Reporters sans frontières.

## Participation aux traités fondamentaux relatifs aux droits de l'homme
| Traités des Nations unies | Participation    | Traité du Conseil de l'Europe                                                                               | Participation    |
| --- | ---------------- | --- | ---------------- |
| Convention internationale sur l'élimination de toutes les formes de discrimination raciale                                                                                       | Ratifiée en 1967 | Convention européenne des droits de l'homme                                                                 | Ratifiée en 1953 |
| Pacte international relatif aux droits civils et politiques | Ratifiée en 1979 | Protocole n°1 (ECHR)                                                                                        | Ratifiée en 1953 |
| Premier protocole facultatif se rapportant au Pacte international relatif aux droits civils et politiques                                                                        | Accédée en 1979  | Protocole n°4 (ECHR)                                                                                        | Ratifiée en 1967 |
| Second protocole facultatif se rapportant au Pacte international relatif aux droits civils et politiques                                                                         | Ratifiée en 1991 | Protocole n°6 (ECHR)                                                                                        | Ratifiée en 1987 |
| Pacte international relatif aux droits économiques, sociaux et culturels | Ratifiée en 1979 | Protocole n°7 (ECHR)                                                                                        | Ratifiée en 1987 |
| Convention sur l'élimination de toutes les formes de discrimination à l'égard des femmes                                                                                         | Ratifiée en 1985 | Protocole n°12 (ECHR)                                                                                       | Signée en 2007   |
| Protocole facultatif à la Convention sur l'élimination de toutes les formes de discrimination à l'égard des femmes                                                               | Ratifiée en 2001 | Protocole n°13 (ECHR)                                                                                       | Ratifiée en 2004 |
| Convention contre la torture et autres peines ou traitements cruels, inhumains ou dégradants                                                                                     | Ratifiée en 1996 | Charte sociale européenne                                                                                   | Ratifiée en 1976 |
| Protocole facultatif à la Convention contre la torture et autres peines ou traitements cruels, inhumains ou dégradants                                                           | Signée en 2003   | Protocole additionnel de 1988 (ESC)                                                                         | Signée en 1988   |
| Convention relative aux droits de l'enfant | Ratifiée en 1992 | Protocole additionnel de 1995 (ESC)                                                                         | Pas signée       |
| Protocole facultatif à la Convention relative aux droits de l'enfant, concernant l'implication d'enfants dans les conflits armé                                                  | Ratifiée en 2001 | Charte sociale européenne (révisée)                                                                         | Signée en 1988   |
| Protocole facultatif à la Convention relative aux droits de l'enfant, concernant la vente d'enfants, la prostitution des enfants et la pornographie mettant en scène des enfants | Ratifiée en 2001 | Convention européenne pour la prévention de la torture et des peines ou traitements inhumains ou dégradants | Ratifiée en 1990 |
| Convention internationale sur la protection des droits de tous les travailleurs migrants et des membres de leur famille                                                          | Pas signée       | Charte européenne des langues régionales ou minoritaires                                                    | Signée en 1999   |
| Convention relative aux droits des personnes handicapées | Signée en 2007   | Convention-cadre pour la protection des minorités nationales                                                | Signée en 1995   |
| Protocole facultatif se rapportant à la Convention relative aux droits des personnes handicapées                                                                                 | Signée en 2007   | Convention du Conseil de l'Europe sur la lutte contre la traite des êtres humains                           | Signée en 2005   |